# Evaporació flash

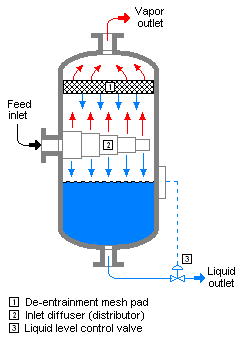
Un separador vapor-líquid típic

L'evaporació flash o evaporació parcial és el vapor parcial que ocorre quan un corrent d'un líquid supersaturat experimenta una reducció en la pressió quan passa a través d'una vàlvula d'expansió termostàtica o un mecanisme similar. Aquest procés és una de les operacions unitàries. Si la vàlvula d'expansió tèrmica o mecanisme està situat a l'entrada dins un dipòsit sota pressió, aleshores el dipòsit sovint rep el nom de separador vapor-líquid (flash drum).
Si líquid saturat només té un component (per exemple propà líquid), una part del líquid immediatament (flash) passa a vapor. Vapor i líquid residual es refreden a la temperatura de saturació del líquid a la pressió reduïda. Això sovint rep el nom d'"auto-refrigeració" i és la base de la majoria de sistemes convencionals de refrigeració per compressió de vapor.
Si el líquid saturat té molts components (per exemple una mescla de propà, isobutà i butà normal), el vapor que ha fet flash és més ric en components volàtils que el líquid que resta.
Una evaporació flash sense control pot fer que exploti el líquid que bull i s'expandeix (explosió BLEVE).